# Pygidicranidae
Pygidicranidae (лат.) — семейство уховёрток, насчитывающее более 300 видов из 29 родов в 12 подсемействах.

## Распространение
Встречаются везде, кроме Европы и Северной Америки.

## Палеонтология
Древнейшие находки Pygidicranidae были сделаны в нижнемеловых отложениях Китая. Также представители этого семейства известны из бирманского и шарантийского янтарей.

## Систематика
- семейство: Pygidicranidae
  - подсемейство: Anataelinae — Канарские острова и Бразилия (2 вида)
    - род: Anataelia Bolívar, 1899

  - подсемейство: Blandicinae — Австралия
    - род: Austroblandex Brindle, 1987

  - подсемейство: Brindlensiinae — Австралия
    - род: Brindlensia Srivastava, 1985

  - подсемейство: Challinae — Восточная Азия (7 видов)
    - род: Challia Burr, 1904

  - подсемейство: Echinosomatinae — Африка и Юго-Восточная Азия (36 видов)
    - род: Echinosoma Audinet-Serville, 1839

  - подсемейство: Esphalmeninae — Южная Америка, главным образом в Андах (6 видов)
    - род: Esphalmenus Burr, 1909

  - подсемейство: Pygidicraninae — повсеместно (76 видов)
    - род: Cranopygia Burr, 1908 — Юго-Восточная Азия и Австралия (15 видов)
    - род: Dacnodes Burr, 1907 — Африка, Южная Америка, Юго-Восточная Азия и Австралия (17 видов)
    - род: Epicranopygia Steinmann, 1986 — Юго-Восточная Азия (7 видов)
    - род: Macrocranopygia — Юго-Восточная Азия (3 вида)
    - род: Paracranopygia Steinmann, 1986 — Юго-Восточная Азия (16 видов)
    - род: Pygidicrana Audinet-Serville, 1831 — Южная Америка (9 видов)
    - род: Tagalina Dohrn, 1863 — Юго-Восточная Азия (11 видов)